# Menkemaborg

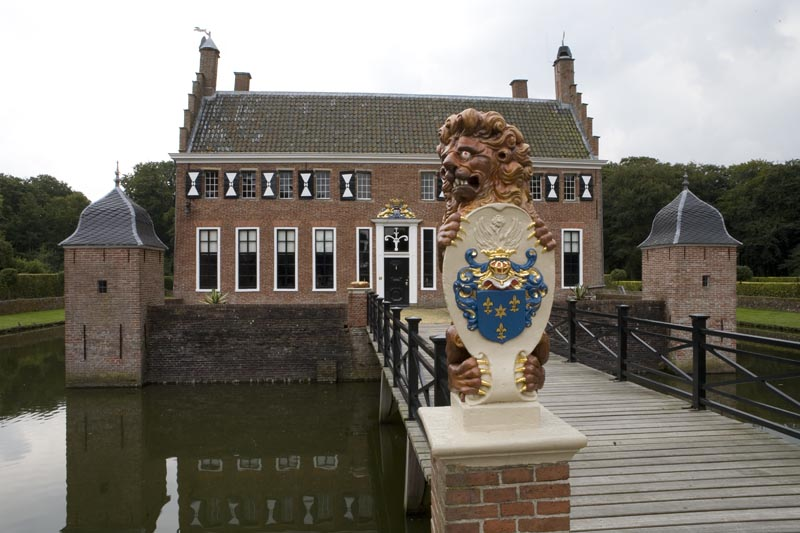
Uithuizen: il Menkemaborg

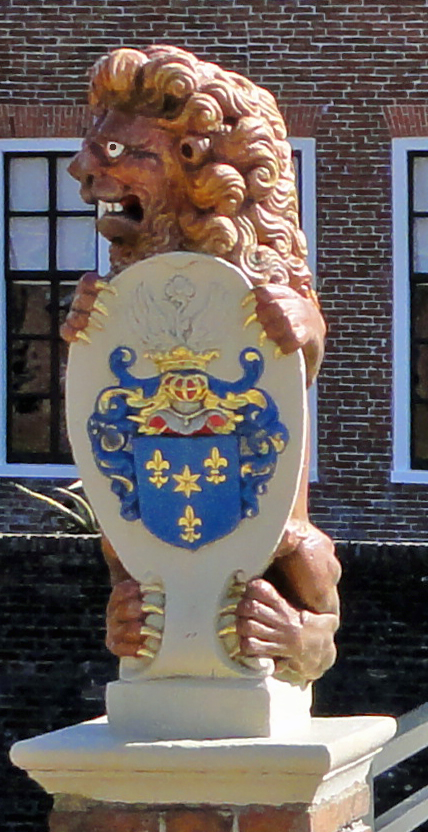
Leone con lo stemma della famiglia Alberda al Menkemaborg

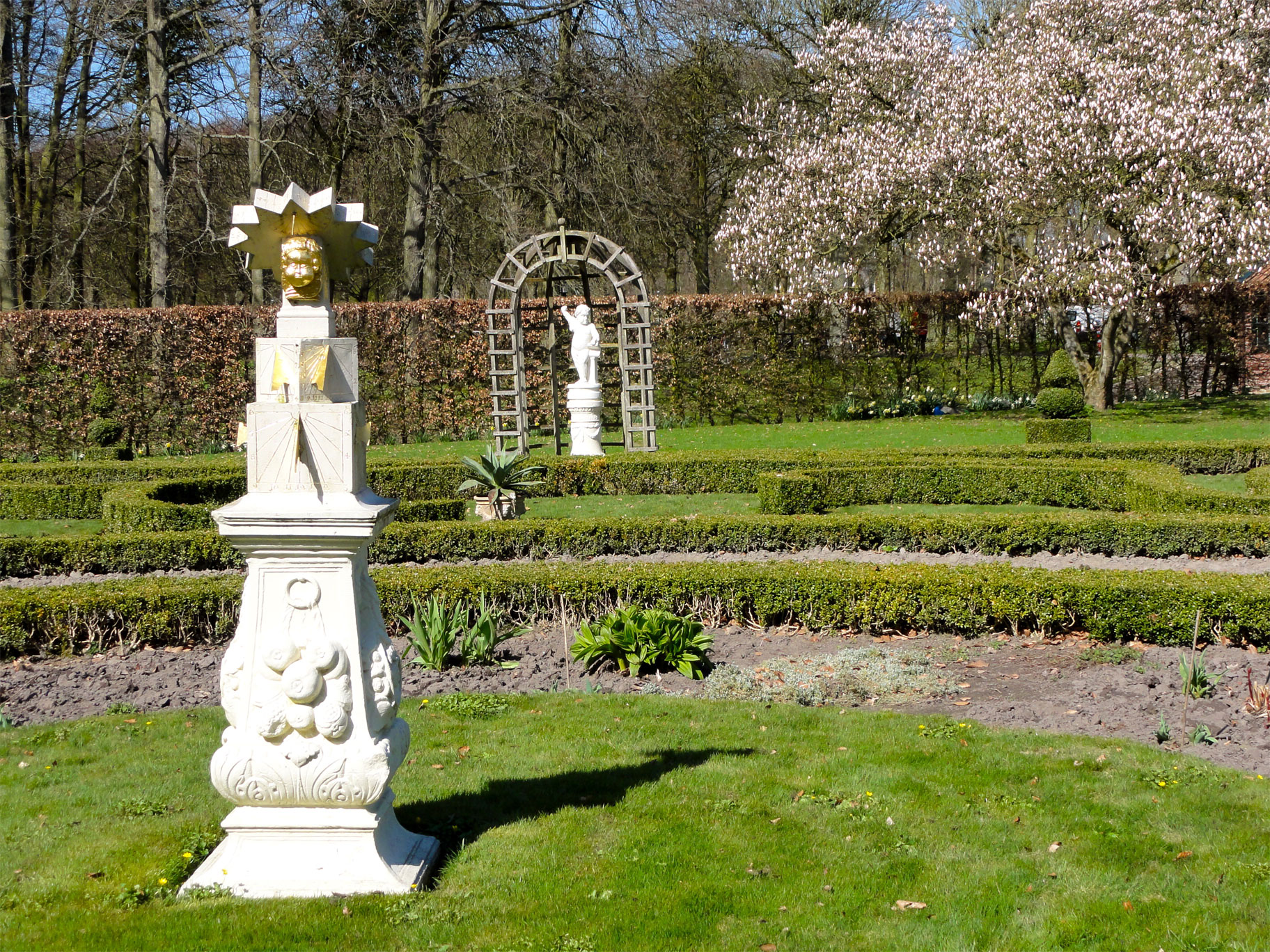
Uno dei giardini

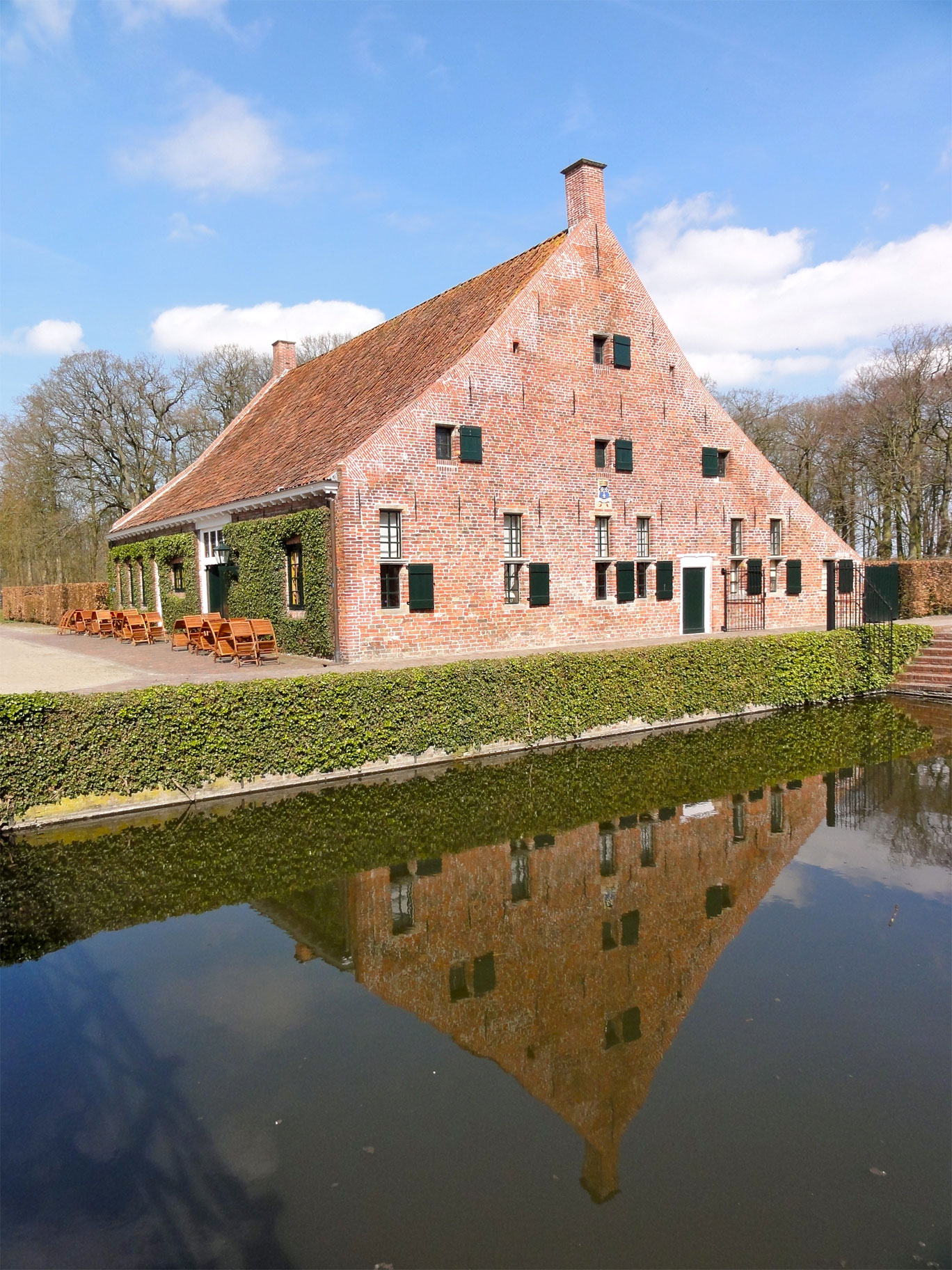
La Schathuis

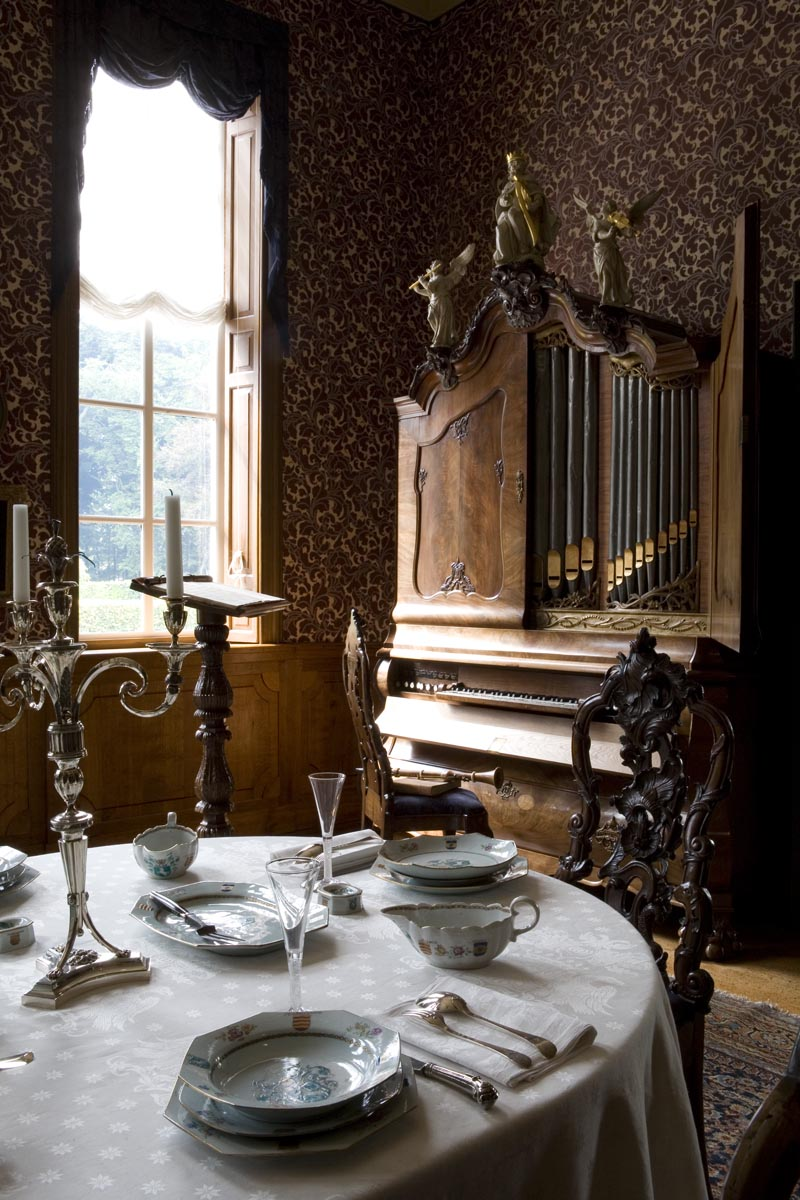
La sala da pranzo del castello

Il Menkemaborg ("Castello/Fortezza (dei) Menkema") è un castello del villaggio olandese di Uithuizen (comune di Het Hogeland), nella provincia di Groninga, realizzato nella forma attuale nel corso del XVII secolo, ma le cui origini risalgono al XIV secolo.: in origine residenza della famiglia Menkema (da cui ha preso il nome), è stato in seguito per oltre due secoli (1682-1902) la residenza della famiglia Alberda
. Si tratta di uno dei castelli più settentrionali dei Paesi Bassi, nonché di una delle 16 fortezze rimaste nella provincia di Groninga.
L'edificio è classificato come rijksmonument nr. 512292.

## Descrizione
Il castello si trova al nr. 2 della Menkemaweg.
|  |

Al suo interno, segnatamente nelle cantine e nella cucina, sono conservati ancora gli utensili originali. Le sale sono arredate con porcellane, argenteria, ecc. del XVII-XVIII secolo.
Nei giardini del castello fioriscono tulipani piantati nel XVII e nel XVIII secolo.
Nella Schathuis, la Casa del Tesoro, è stato ora ricavato un caffè e un ristorante.

## Storia
Le prime attestazioni storiche del Menkemaborg risalgono al XIV secolo, quando vi risiedeva la famiglia Menkema, da cui l'edificio ha preso il nome: tra i componenti di questa famiglia figurava Eppo Menkema, che nel 1376 era il signore di Uithuizen. Pare che l'edificio originario fosse costituito da una torre quadrangolare in pietra.
Il castello andò distrutto però intorno al 1400 e fu quindi ricostruito nel 1614, come testimonia un'iscrizione nell'ala nord-orientale dell'edificio, che dice: ANNO 1400 IS MENCKEMA HUES VORNELT. ANNO 1614 DORCH GOTS GNADE GEREPARERT. L'opera di ricostruzione fu voluta da Osebrand Clant, figlio di Egbert Clant.
Nel 1682 il castello fu ceduto da Johan Clant Menkema a Mello Alberda e l'edificio divenne così la residenza della famiglia Alberda.
Nel 1699 il Menkemaborg fu ereditato dal Unico Allard Alberda, figlio di Johan Clant Menkema, che fece nuovamente ristrutturare il castello .
Nel 1714 il castello fu ereditato dalla figlia minorenne di quest'ultimo, Susanna Elizabeth Menkema, che in seguito sarebbe andata in sposa al cugino Gerhard Alberda van Dijksterhuis di Pieterburen.
|  |

Il Menkemaborg rimase in possesso della famiglia Alberda fino al 1902.
L'ultimo proprietario appartenente a questa famiglia fu Gerhard Alberda van Menkema en Dijksterhuis, che era entrato in possesso del Menkemaborg del 1845.  Dato che Gerhard Alberda non aveva figli (non si era nemmeno mai sposato), il castello fu ereditato dai figli di sua sorella Elizabeth Anna Lewe van Nijenstein-Alberda, i quali nel 1921 vendettero l'edificio al Groninger Museum.
Tra il 1922 e il 1923 e tra il 1925 e il 1927, fu intrapresa un'opera di restauro e il castello fu quindi aperto al pubblico.

## Punti d'interesse

### Grote Zaal
Nella Grote Zaal, la Sala Grande, si trova un organo costruito nel 1777 da H.A. Groet & J.J. Vool. L'organo veniva suonato in una chiesa di Zijldijk dal 1915 al 1935, anno in cui fu donato al Groninger Museum.
|  |